# Antonio Racelis Rañola
Antonio Racelis Rañola (* 16. Mai 1932 in Manila) ist emeritierter Weihbischof in Cebu.

## Leben
Antonio Racelis Rañola empfing am 26. März 1956 die Priesterweihe und wurde in den Klerus des Bistums Lucena inkardiniert. Papst Johannes Paul II. ernannte ihn am 24. Februar 1990 zum Weihbischof in Cebu und Titularbischof von Claternae.
Die Bischofsweihe spendete ihm der Apostolische Nuntius auf den Philippinen, Bruno Torpigliani, am 4. April  desselben Jahres; Mitkonsekratoren waren Ruben T. Profugo, Bischof von Lucena, und Angel N. Lagdameo, Bischof von Dumaguete.
Von seinem Amt trat er am 2. Oktober 2003 zurück.